# Valencia Country Club
De Valencia Country Club is een countryclub in de Verenigde Staten. De club werd opgericht in 1965 en bevindt zich in Valencia, Californië. De club beschikt over een 18-holes golfbaan met een par van 72 en werd ontworpen door de golfbaanarchitect Robert Trent Jones.

## Golftoernooien
Voor het golftoernooi is de lengte van de baan voor de heren 6470 m met een par van 71. De course rating is 74,7 en de slope rating is 138.
- AT&T Champions Classic: 1990-2009
- Nissan Open: 1998